# 張栩盃
張栩盃為台灣的圍棋比賽，海峰棋院主辦。LGS傳奇圍棋網協辦，旅日棋士張栩贊助。2008年開辦，名為張栩盃U20圍棋賽，僅20歲以下棋士可以參加。2009年改為張栩盃G13圍棋賽，並為台灣首個13路棋盤的職業棋賽。2010年停辦。

## 賽制
- 資格：預賽為網路公開賽，本賽為邀請賽
  - 預賽於LGS傳奇圍棋網線上自由報名，選出14名選手（可職業可業餘）參加複賽。
  - 複賽前四名及邀請的20名職業棋士進行本賽。
- 棋規：採比目法，一律分先，黑先貼六目半，使用13路棋盤
- 賽制：本賽採瑞士制下五盤，冠軍賽一戰決定
- 時限：雙方基本時限30分鐘，讀秒30秒三次

## 獎金對局費
- 冠軍獎金：5萬元。
- 亞軍獎金：3萬元。
- 基本對局費：

## 歷屆盃主
| 屆次 | 年份   | 盃主        | 比分 | 亞軍        |
| U20  | U20    | U20         | U20  | U20         |
| ---- | ------ | ----------- | ---- | ----------- |
| 1    | 2008年 | 蕭正浩 六段 | 3:2  | 林書陽 五段 |
| G13  |        |             |      |             |
| 2    | 2009年 | 林書陽 六段 | 2:1  | 陳詩淵 八段 |
| 3    | 2010年 | 王元均 三段 | 1:0  | 陳詩淵 八段 |

## 沿革
- 2008第一屆:

台灣圍棋U20張栩盃，海峰棋院主辦。LGS傳奇圍棋網協辦。2008年開辦。旅日棋士張栩贊助。
- - 賽制
  - 分類：限制棋賽
  - 資格：台灣20歲以下職業棋士均可參加。另開放部份業餘棋士參賽
  - 棋規：採比目法，一律分先，黑先貼六目半
  - 賽制：採單淘汰賽，決賽採一局決勝制
  - 時限：雙方基本時限30分鐘，讀秒30秒三次
  - 獎金對局費
  - 冠軍獎金：5萬元。
  - 亞軍獎金：3萬元。